# Évaillé
Évaillé ist eine Commune déléguée in der französischen Gemeinde Val d’Étangson mit 344 Einwohnern (Stand: 1. Januar 2022) im Département Sarthe in der Region Pays de la Loire. Die Einwohner werden Évailléens genannt.
Die Gemeinde Évaillé wurde am 1. Januar 2019 mit Sainte-Osmane zur Commune nouvelle Val d’Étangson zusammengeschlossen. Sie hat seither den Status einer Commune déléguée. Die Gemeinde Évaillé gehörte zum Arrondissement Mamers und zum Kanton Saint-Calais.

## Geographie
Évaillé liegt etwa 31 Kilometer ostsüdöstlich von Le Mans. Umgeben wurde die Gemeinde Évaillé von den Nachbargemeinden Écorpain im Norden, Sainte-Cérotte im Osten, Cogners im Süden, Sainte-Osmane im Südwesten, Tresson im Westen und Nordwesten sowie Maisoncelles im Nordwesten. 

## Bevölkerungsentwicklung
| 1962                      | 1968 | 1975 | 1982 | 1990 | 1999 | 2006 | 2013 |
| ------------------------- | ---- | ---- | ---- | ---- | ---- | ---- | ---- |
| 580                       | 502  | 445  | 365  | 351  | 314  | 365  | 353  |
| Quelle: Cassini und INSEE |      |      |      |      |      |      |      |

## Sehenswürdigkeiten
- Kirche Saint-Martin aus dem 11. Jahrhundert, Umbauten aus dem 15./16. und 19. Jahrhundert, seit 1926 Monument historique

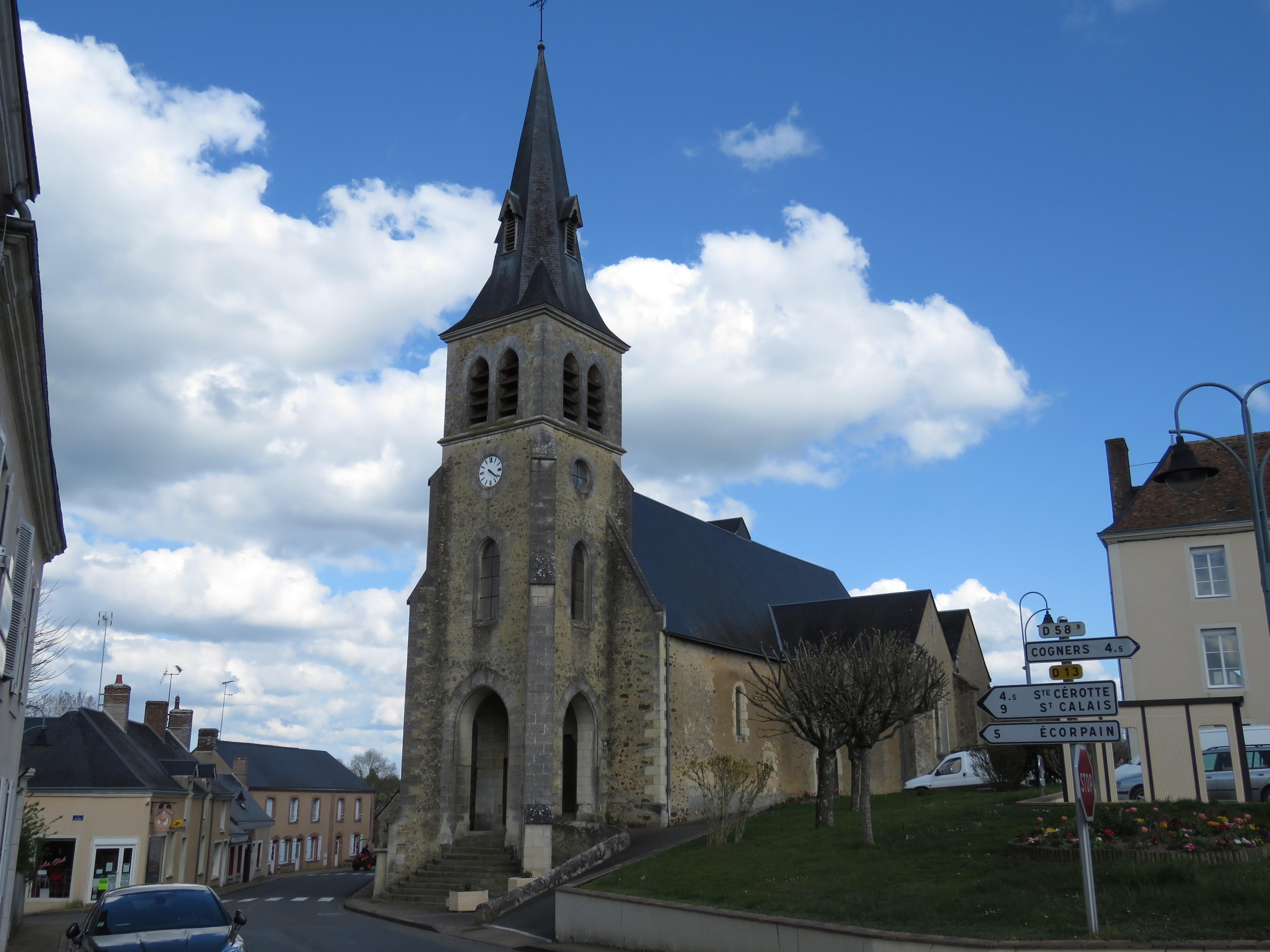
Kirche Saint-Martin

- Schloss L'Auchellerie